# Raid de Cuxhaven

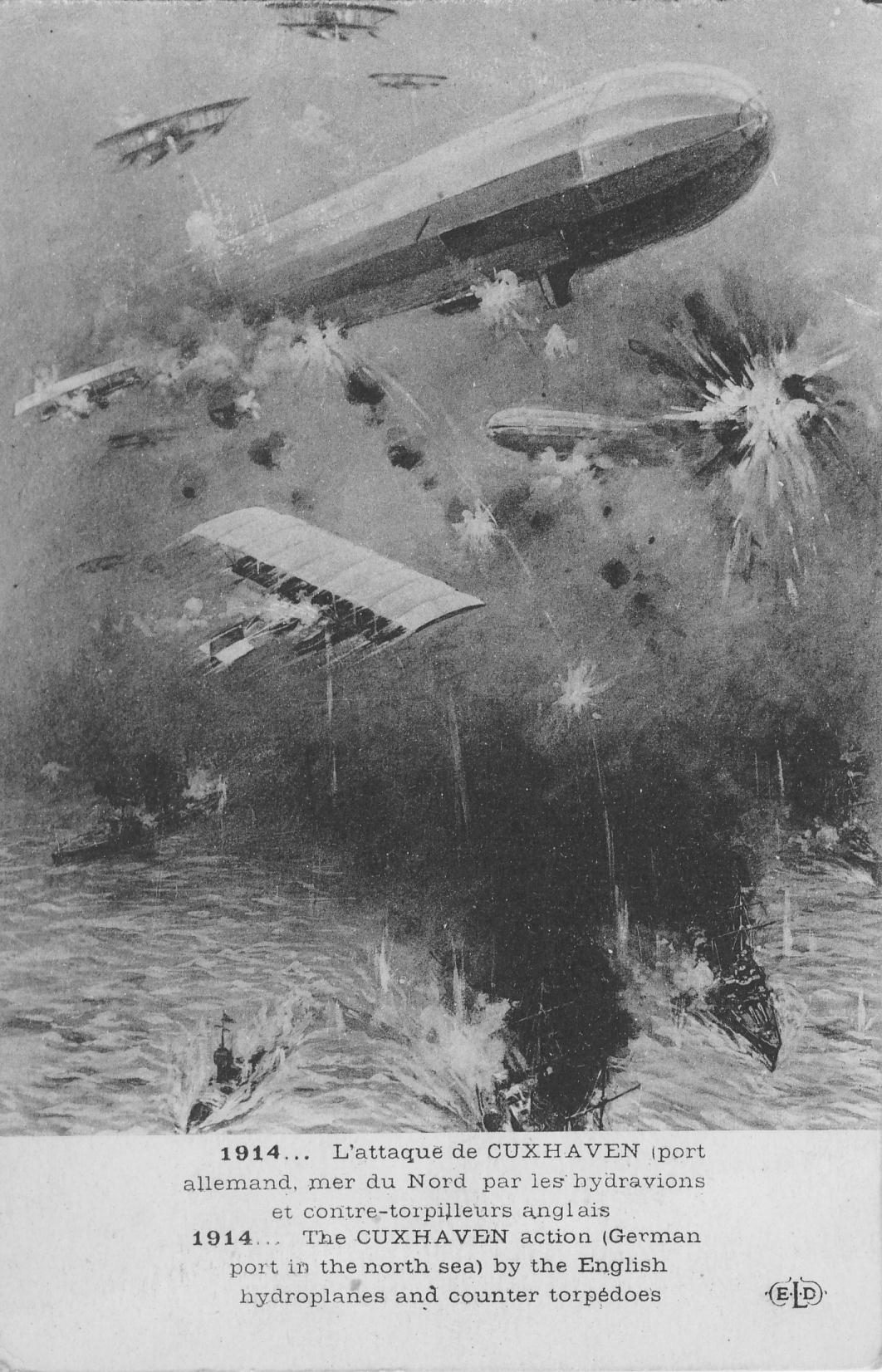
Vue d'artiste du raid.

Le raid de Cuxhaven (allemand : Weihnachtsangriff, raid de Noël) est un raid aérien britannique contre la marine impériale allemande à Cuxhaven organisé le jour de Noël 1914.
Les hydravions du Royal Naval Air Service ont été acheminés par les transports d'hydravions HMS Engadine (en), Riviera (en) et Empress (en) (escortés par trois croiseurs et plusieurs destroyers de la force de Harwich). Les avions ont décollé des transports, survolé la région de Cuxhaven et largué leurs bombes sur les hangars à Zeppelins et d’autres cibles militaires près de la ville. Quatre des appareils n’ont pas réussi à regagner leur navire. Trois d’entre eux ont atterri au point de rendez-vous où le HMS E11 les attendait et ont été sabordés, leur équipage étant pris à son bord par le E11.
Il s'agit de la première attaque d'hydravions lancés depuis des navires contre une cible stratégique.
L'événement est décrit à l'époque comme une « reconnaissance aérienne de la baie d'Heligoland, y compris Cuxhaven, Helgoland et Wilhelmshaven... par des hydravions navals » au cours de laquelle « l'occasion a été saisie pour attaquer avec des bombes des points d'importance militaire » dans le nord de l'Allemagne impériale.